# Manzel Darreh
Manzel Darreh (persiska: منزل دره) är en ort i Iran.   Den ligger i provinsen Mazandaran, i den norra delen av landet, 210 km öster om huvudstaden Teheran. Manzel Darreh ligger 1 347 meter över havet och antalet invånare är 103.
Terrängen runt Manzel Darreh är kuperad söderut, men norrut är den bergig. Runt Manzel Darreh är det ganska tätbefolkat, med 111 invånare per kvadratkilometer. Närmaste större samhälle är Kīāsar, 11,0 km sydväst om Manzel Darreh. Trakten runt Manzel Darreh består i huvudsak av gräsmarker.